# Fjällelm
Fjällelm (Elymus macrourus) är en gräsart som först beskrevs av Porphir Kiril Nicolai Stepanowitsch Turczaninow, och fick sitt nu gällande namn av Nikolai Nikolaievich Tzvelev. I den svenska databasen Dyntaxa används istället namnet Elymus kronokensis. Enligt Catalogue of Life ingår Fjällelm i släktet elmar och familjen gräs, men enligt Dyntaxa är tillhörigheten istället släktet elmar och familjen gräs. Arten är reproducerande i Sverige. Inga underarter finns listade i Catalogue of Life.